# Tendine di Todaro
Il tendine di Todaro è un sottile cordoncino fibroso derivante dalla commessura tra due valvole aventi la stessa origine embriologica: quello della vena cava inferiore (valvola di Eustachio) e quello del seno coronario (valvola di Tebesio). La vena cava inferiore e il seno coronario (grosso vaso che trasporta il sangue refluo dalla circolazione cardiaca) si trovano entrambi in corrispondenza del pavimento dell'atrio destro del cuore. Prende il nome dal suo scopritore, l'anatomista Francesco Todaro.
Sia la valvola di Eustachio che il tendine di Todaro derivano embriologicamente dal septum spurium, derivato dalla fusione della valvola destra e sinistra del seno coronario, avvenimento che accade all'incirca nella quarta settimana di vita intrauterina. Il septum spurium quindi formerà nella sua parte destra la valvola di Tebesio e di Eustachio, intimamente vicine che si fonderanno successivamente, mentre a sinistra contribuisce a formare il septum secundum. L'incontro tra il tendine di Todaro, che decorre sotto l'endocardio, in direzione del setto interatriale, con il lembo settale della valvola tricuspide forma l'apice del triangolo di Koch che corrisponde topograficamente alla posizione del nodo atrioventricolare (Nodo di Aschoff-Tawara).